# Mörtgölen (Västra Eneby socken, Östergötland)
Mörtgölen är en sjö i Kinda kommun i Östergötland och ingår i Motala ströms huvudavrinningsområde.